# Fort Mitchell (Kentucky)
Fort Mitchell es una ciudad ubicada en el condado de Kenton en el estado estadounidense de Kentucky. En el Censo de 2010 tenía una población de 8207 habitantes y una densidad poblacional de 991,78 personas por km².

## Geografía
Fort Mitchell se encuentra ubicada en las coordenadas 39°2′47″N 84°33′21″O / 39.04639, -84.55583. Según la Oficina del Censo de los Estados Unidos, Fort Mitchell tiene una superficie total de 8.28 km², de la cual 8.22 km² corresponden a tierra firme y (0.63%) 0.05 km² es agua.

## Demografía
Según el censo de 2010, había 8207 personas residiendo en Fort Mitchell. La densidad de población era de 991,78 hab./km². De los 8207 habitantes, Fort Mitchell estaba compuesto por el 92.45% blancos, el 2.44% eran afroamericanos, el 0.13% eran amerindios, el 2.55% eran asiáticos, el 0.05% eran isleños del Pacífico, el 1.12% eran de otras razas y el 1.27% pertenecían a dos o más razas. Del total de la población el 2.84% eran hispanos o latinos de cualquier raza.